# 中央研究院歴史語言研究所
中央研究院 歴史語言研究所（ちゅうおうけんきゅういん れきしごげんけんきゅうじょ、通称史語所）は、中華民国中央研究院傘下の現代中国の著名な歴史学・言語学の研究機構である。1928年に広州で設立された。
陳寅恪・趙元任・李済・羅常培・李方桂・董作賓・梁思永・労榦・周法高・厳耕望・石璋如・芮逸夫・全漢昇などの著名な学者が研究員を歴任し、また殷墟等での発掘調査、内閣大庫檔案の整理と研究、中国各省の方言調査などで大きな学術的成果を挙げたことにより、世界の学界が注目する重要な機関となっている。傅斯年が提唱した「史学とは史料学である」、「手足を動かし探究せよ」という理念は、史語所に多大な影響を与えた。『歴史語言研究所集刊』を出版し、世界的に高い評価を受けている。

## 歴史
1928年3月末、中華民国中央研究院籌備委員会はこの研究所の創立に合意し、傅斯年・顧頡剛・楊振声の三人を常務籌備委員とし、準備室を広州の中山大学に置いた。1928年、準備を終えた。1928年10月22日、独立した場所の「柏園」に移転し、後にこの日を研究所の記念日とした。1929年以降は北京・上海・南京に相次いで遷った。日中戦争の間は、長沙・昆明・四川省南渓県李荘を転々とした。1946年に南京に戻った。1948年冬、台湾に移転した。1954年、台北市南港区に落ち着いた。
当初は8つの組が設けられた、後に合併して歴史・言語・考古の3組となり、陳寅恪・趙元任・李済の三人がそれぞれ組長を務めた。1933年から1934年にかけて、一時的に社会科学研究所と合併していたこともあった。1934年に人類学組が増設された。
1958年に甲骨文研究室が増設された。1961年にはアメリカからの援助を利用して傅斯年図書館を建て、その中に傅斯年記念室を設けた。1986年6月、歴史文物陳列館を設立した。1990年、甲骨文研究室は文字学組に改称した。1997年、言語学パートが独立して語言学研究所となった。2020年10月、台北市文化局は傅斯年図書館を台北市の歴史建築に登録した。

## 歴代所長
| 代   | 名前   | 任期             | 備考                                             |
| 所長 | 所長   | 所長             | 所長                                             |
| ---- | ------ | ---------------- | ------------------------------------------------ |
| 1    | 傅斯年 | 1928.09-1950.12  | 1928.09所長職を代行 1929.01-1929.05 代理所長     |
| 2    | 董作賓 | 1951.01 -1955.08 | 1951.01-1951.06 代理所長                         |
| 3    | 李済   | 1955.08 -1972.12 |                                                  |
| 4    | 屈万里 | 1973.01 -1978.07 |                                                  |
| 5    | 高去尋 | 1978.08 -1981.07 |                                                  |
| 6    | 丁邦新 | 1981.08 -1989.03 | 1981.08-1985.02 代理所長                         |
| 7    | 管東貴 | 1989.04 -1995.03 |                                                  |
| 8    | 杜正勝 | 1995.04 -2000.05 |                                                  |
| 9    | 黃寬重 | 2000.05 -2003.10 | 2000.05-2000.10 代理所長 2000.10正規の所長に昇格 |
| 10   | 王汎森 | 2003.10 -2009.10 |                                                  |
| 11   | 黄進興 | 2009.10 -2016.10 |                                                  |
| 12   | 臧振華 | 2016.10-2017.2   | 代理所長                                         |
| 13   | 王明珂 | 2017.2-2020.3    |                                                  |
| 14   | 李貞徳 | 2020.3-          |                                                  |

## 組織
2021年7月現在
1. 所務会議・学術諮詢委員会
2. 所長
  - 李貞徳
3. 副所長
  - 陳正国
  - 林聖智

学術発展委員会
- 歴史学門
- 考古学門
- 人類学門
- 文字学門

テーマ研究室・工作室
- 文化思想史研究室
- 法律史研究室
- 台湾・東南アジア考古学研究室
- 文物図象研究室
- 生命医療史研究室
- 礼俗宗教研究室
- 世界史研究室
- 古代文明研究室
- デジタル人文学研究室
- 明清檔案工作室
- 漢籍資料庫工作室
- 地理資訊系統工作室
- 金文工作室
- 安陽工作室
- 科技考古実験室
- 文物維護実験室

編輯出版部
- 出版品編輯委員会

四館
- 図書館委員会
  - 傅斯年圖書館
- 歴史文物陳列館
- 台湾考古館
- 檔案館委員会
  - 檔案館

行政事務
- 事務室
- 秘書室
- 会計室
- 資訊室
  - 資訊委員会

### 引用
1. ↑   文物館的前身──考古館陳列室, 中央研究院歷史語言研究所,  オリジナルの2021-01-11時点におけるアーカイブ。 2021年1月9日閲覧。
2. ↑  “中央研究院历史语言研究所历届所长”. 2021年1月14日時点のオリジナルよりアーカイブ。2018年4月16日閲覧。
3. ↑  “組織圖” (中国語). 中央研究院歷史語言研究所. 2021年7月20日閲覧。
4. ↑  “現任主管” (中国語). 中央研究院歷史語言研究所. 2021年7月20日閲覧。

### 情報源
- 历史研究所简介アーカイブ 2010年4月24日 - ウェイバックマシン